# Гранична вулиця (Київ)
Грани́чна ву́лиця — вулиця у Святошинському районі Києва, місцевості Академмістечко, Святошин. Пролягає від проспекту Академіка Палладіна до кінця забудови.

## Історія
Вулиця виникла під такою ж назвою на початку XX століття на території Святошинських дач, первинно пролягала від Польової вулиці до провулку поблизу Торгової площі, у 1950-х роках — від Радгоспного провулку до вулиці Семашка.
У середини 1980-х років була значно скорочена у зв'язку зі знесенням старої забудови Святошина. Нині існує лише невеликий відтинок від проспекту Академіка Палладіна у бік вулиці Мирослава Поповича до тупика.

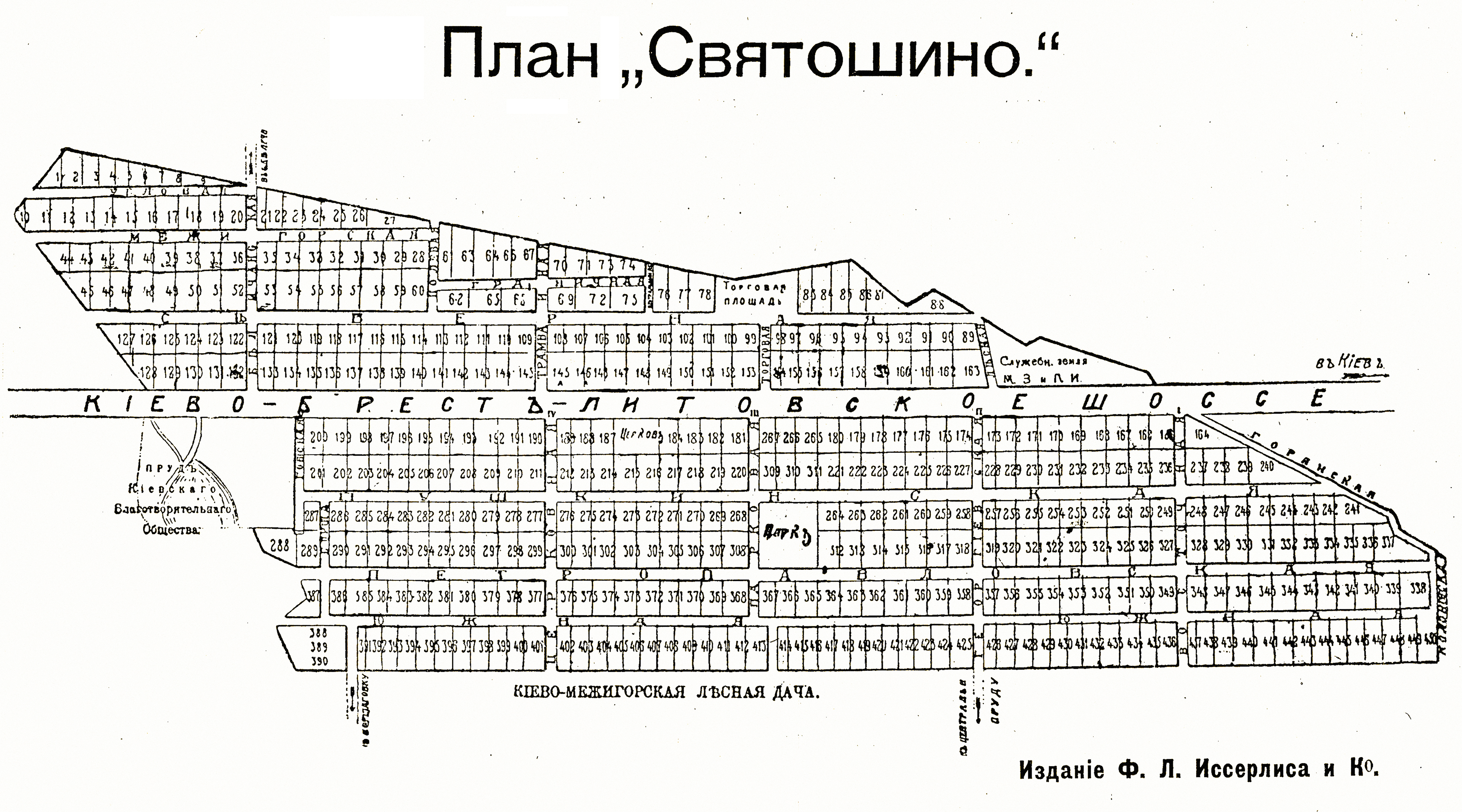
План Святошинських дач, 1909

## Забудова
Непарну сторону вулиці формує торгово-промислова забудова, яка приписана до вулиці Василя Стуса, а парну сторону — житлова малоповерхова забудова, приписана до вулиці Ореста Васкула.